# Основні внутрішні білки
Основні внутрішні білки (англ. major intrinsic protein, MIP) — велике сімейство трансмембранних білкових каналів, які згруповані на основі схожості послідовностей. Білки цього сімейства по суті забезпечують два різних типи транспорту: водний транспорт аквапоринами і незначний транспорт нейтральних розчинених речовин, таких як гліцерин.